# Ein Kessel Buntes
Ein Kessel Buntes var en populär TV-show i Östtyskland.
Ein Kessel Buntes (ungefär "En gryta blandat") sändes sex gånger varje år som Östtysklands stora lördagsunderhållning. Den konkurrerade med motsvarade underhållningsprogram som sändes av ARD och ZDF i Västtyskland. Showen brukade sändas från Palast der Republik.